# Ben 10: Wyścig z czasem
Ben 10: Wyścig z czasem (ang. Ben 10: Race Against Time) – amerykańsko-kanadyjski film fabularny powstały na podstawie serialu animowanego Ben 10. Jest to drugi film na podstawie kreskówki – pierwszym był animowany Ben 10: Tajemnica Omnitrixa.
Film został wyemitowany po raz pierwszy 21 listopada 2007 w amerykańskim Cartoon Network.
Premiera filmu w polskim Cartoon Network w Dzień Dziecka – 1 czerwca 2008 roku w Kinie Cartoon Network o godz. 11:00 i 18:00.

## Fabuła
Ben po wakacjach musi wrócić do życia zwykłego chłopca. Jednak w domu też się dzieje coś dziwnego. Ben spotyka Eona, kosmitę który potrafi podróżować w czasie. Chłopiec odkrywa inne znaczenie Omnitrixa. Eon chce odnaleźć Uścisk Armagedonu, aby otworzyć wrota do jego wymiaru i opanować świat. Okazuje się, że do użycia uścisku, potrzebny jest mu Omnitrix. Bena chroni ostatni oddział hydraulików, w którego skład wchodzi m.in. dyrektor jego szkoły. Eon jednak dzięki manipulacji czasem dostał się do Bena i zamienił go w siebie za pomocą Omnitrixa. Zły ben zaczął otwierać wrota do innego wymiaru, ale przeszkodziła mu w tym Gwen. Dziadek zniszczył Uścisk Armagedonu, a Ben znów stał się dobry.

## Role
- Graham Phillips – Ben
- Haley Ramm – Gwen
- Lee Majors – Dziadek Max
- Christien Anholt – Eon
- Beth Littleford –	Sandra Tennyson
- Robert Picardo – Dyrektor White
- Aloma Wright – Pani Dalton
- Tyler Patrick Jones – Cash
- Tyler Foden – J.T.
- Jeff Jensen(inne języki) – Pan Hawkins
- Sab Shimono – Starszy mężczyzna
- David Franklin – Inferno (głos)
- Carlos Alazraqui – Szara Materia (głos)
- Daran Norris – Diamentogłowy (głos)
- Dee Bradley Baker – Dzikopysk (głos)

## Kosmici zOmnitrixa
- Inferno – użyty do walki z Eonem na początku filmu
- Szara Materia – użyty do zrobienia kawału JT i Cashowi.
- Diamentogłowy – użyty do obrony przed Eonem.
- Eon – Eon go włączył i Ben był najpierw zły, ale Gwen zmieniła w dobrego Eona.
- Dzikopysk – użyty na oślep po tym, jak Eon rzucił Bena. On zabił Eona i został użyty w sztuczce magicznej na Pokazie Talentów, dzięki czemu dostali 2. miejsce.

## Wersja polska
Wersja polska: Master Film na zlecenie Warner Bros.

Reżyseria: Dariusz Dunowski

Dialogi: Agnieszka Farkowska

Dźwięk i montaż: Aneta Michalczyk-Falana

Kierownictwo produkcji: Dariusz Falana

Tekst piosenki: Andrzej Brzeski

Opracowanie muzyczne: Piotr Gogol

Lektor: Janusz Szydłowski

Wystąpili:
- Kajetan Lewandowski − Ben
- Joanna Pach − Gwen
- Andrzej Piszczatowski − Dziadek
- Marcin Perchuć − Eon
- Izabela Dąbrowska − Mama Bena
- Jacek Kałucki − Tata Bena
- Włodzimierz Press − Dyrektor White
- Małgorzata Duda − Pani Dalton
- Dariusz Odija − Inferno
- Janusz Wituch − Szara Materia
- Marek Bargiełowski − Konstantyn
- Jacek Mikołajczak − Diamentogłowy
- Mateusz Narloch − J.T.
- Wojciech Rotowski − Cash
- Andrzej Gawroński – Starszy mężczyzna
- Cezary Nowak – Pan Hawkins
- Julia Kołakowska – Stephanie

oraz
- Barbara Zielińska
- Joanna Kudelska
- Robert Kibalski
- Zbigniew Konopka

i inni
Śpiewali: Krzysztof Pietrzak, Rafał Drozd, Piotr Gogol